# Guillem Caçador (bisbe de l'Alguer)
Guillem Caçador   (Vic, c. 1477 - Roma, 1527) fou bisbe de l'Alguer entre 1525 i 1527.

## Biografia
Fill de Wilhelm Jäger (Guillem Caçador), sabater de Basel (Basilea), que després fou mercader a Vic, i de la seva segona esposa Angelina. Eclesiàstic i canonista, estudià a Roma (1502) i a Viena. Capellà de Juli II, aquest l'envià el 1511 com a legat apostòlic prop de Ferran II de Catalunya-Aragó i dels reis de Navarra i Portugal per la celebració del concili Laterà V. Des del 1511 fou auditor de la Rota, el 1513 renuncià en favor del seu germà, Jaume Caçador, la canongia de Vic. i el 1525 fou nomenat bisbe de l'Alguer, diòcesi que no regí personalment.
Morí a Roma i fou enterrat a l'Església de la Mare de Déu de Montserrat d'aquesta ciutat. La localització de la tomba no és segura, però darrera l'altar major, en el paviment, s'ha trobat una lauda sepulcral amb un escut episcopal de la familia Caçador, com el que feia servir el bisbe; la inscripció queda oculta pel cadirat del cor.

## Obres[1]
Recollí les seves decisions a Rota en tres volums
- Decisiones aureae
- Curiae Romanae concernentes
- Decisiones ac intelligente ad regulas cancelleriae diligenter collectae

Aquestes obres tingueren una gran repercussió en la producció jurídica posterior. El seu criteri, basat en el seu coneixement de la doctrina i en el fet de donar valor determinant a l'equitat i a la raó natural, s'imposà sovint al dels altres auditors.